# Hoa hậu Việt Nam 2008
Hoa hậu Việt Nam 2008 là cuộc thi Hoa hậu Việt Nam lần thứ 11 và là lần kỷ niệm 20 năm cuộc thi do Báo Tiền Phong tổ chức. Cuộc thi diễn ra từ ngày 18 đến 31 tháng 8 năm 2008 tại quảng trường sông Hoài, thành phố Hội An, tỉnh Quảng Nam với chủ đề An sinh Xã hội vì người nghèo. Trần Thị Thùy Dung, sinh năm 1990, đến từ thành phố Đà Nẵng đã đăng quang Hoa hậu Việt Nam 2008, tiếp đến là hai Á hậu Phan Hoàng Minh Thư (đến từ Lâm Đồng) và Nguyễn Thụy Vân (đến từ Hà Nội).

## Giải thưởng
Người giành danh hiệu Hoa hậu được tặng vương miện trị giá 15.000 đô la Mỹ, vương trượng, 150 triệu đồng và một chuyến du lịch nước ngoài. Hai Á hậu lần lượt nhận 80 và 60 triệu đồng.
Ngoài 3 danh hiệu cao nhất, cuộc thi còn trao các giải thưởng phụ như: Hoa hậu Biển, Giải ứng xử hay nhất...

## Điểm đặc biệt
Năm 2008 là năm kỷ niệm 20 năm cuộc thi sắc đẹp lớn nhất Việt Nam với sự đăng quang của 11 Hoa hậu Việt Nam trong lịch sử và là 55 năm kỷ niệm thành lập báo Tiền Phong - Tờ báo tổ chức rất thành công sự kiện-cuộc thi này.
Để đánh dấu sự kiện này, bắt đầu từ năm 2008 vương miện Hoa hậu Việt Nam sẽ được trao luân lưu (Do Công ty Vàng bạc đá quý Sài Gòn tài trợ). Ba người thắng cuộc sẽ sở hữu 3 vương miện bạc gắn đá Sapphire.

## Thí sinh
Cuộc thi Hoa hậu Việt Nam 2008 thu hút lượng thí sinh dự thi đông kỷ lục trong lịch sử cuộc thi Hoa hậu Việt Nam, các thí sinh lọt vào chung kết đa phần đều đã từng có danh hiệu đáng kể tại các cuộc các cuộc thi sắc đẹp cấp độ thấp hơn. Sau cuộc thi, nhiều thí sinh cũng giành thêm được những thành tích đáng chú ý khác.
- Nguyễn Thụy Vân là Á khôi 1 Hoa khôi Học Đường 2003, Hoa khôi ĐH Ngoại Thương Hà Nội 2006. Cô giành danh hiệu Á hậu 2 Hoa hậu Việt Nam 2008.
- Lâm Thu Hằng tham dự cuộc thi Hoa hậu Hoàn Vũ Việt Nam 2008 và dừng chân ở Top 30 bán kết. Cô cũng tham dự cuộc thi Siêu mẫu Việt Nam 2008 và lọt vào Top 10 đồng thời đoạt luôn giải Hình thể đẹp nhất.
- Phan Thị Diễm Châu là Hoa khôi Áo dài khu vực miền Đông Nam bộ & Thành phố Hồ Chí Minh 2005, Á hậu 2 Hoa hậu Áo dài Việt Nam 2006.
- Nguyễn Linh Chi là Á hậu 1 cuộc thi Hoa hậu các miền đất võ Việt Nam 2008.
- Võ Thị Lệ Thu là Á hậu 1 Hoa hậu Nam Mê Kong 2007, Hoa khôi Hậu Giang 2007, Top 10 Hoa hậu Thế giới người Việt 2007, Hoa hậu Đồng Bằng Sông Cửu Long 2008, Á hậu 2 Hoa hậu Thời Trang Việt Nam 2008, vào vòng chung kết Nữ hoàng Trang sức Việt Nam 2009.
- Nguyễn Thị Chúc Anh là Á hậu 1 Hoa hậu Nam Mekong 2008, Top 10 người đẹp biển Tây 2007, Giải 1 Duyên Dáng Truyền hình 2009.
- Trần Thị Diễm Hương đăng quang Nữ hoàng Trang sức Việt Nam 2009.
- Lê Hoàng Bảo Ngọc là Á hậu 4 Hoa hậu Việt Nam Toàn Cầu 2009.
- Lê Thị Mây là Á khôi 1 Người đẹp Bắc Ninh 2008.
- Nguyễn Thị Ngọc Hà là Hoa khôi tỉnh Quảng Ninh 2008.
- Nguyễn Thị Diễm Hạnh là Hoa khôi tỉnh Quảng Nam 2008
- Thạch Thị Hồng Nhung là Á hậu 2 Hoa hậu Đồng bằng sông Cửu Long 2008.
- Doãn Thị Như Trang từng vào Top 20 thí sinh tham gia vòng chung kết Hoa hậu Hoàn vũ Việt Nam 2008 và Top 40 thí sinh tham gia vòng chung kết Hoa hậu Du lịch Việt Nam 2008.
- Vũ Thị Hoàng Điệp từng vào vòng chung kết Hoa hậu Phụ nữ Việt Nam qua ảnh 2005, Á hậu 1 Hoa hậu Miền biển Việt Nam 2007. Năm 2009, cô đại diện Việt Nam tham dự cuộc thi Nữ hoàng Sắc đẹp Quốc tế và giành chiến thắng đồng thời đoạt Hoa hậu Tài năng và Á hậu 2 Miss Bikini. Cô có em gái là Vũ Hoàng Thảo Vy lọt Top 25 Hoa hậu Việt Nam 2018.
- Hồ Thị Oanh Yến lọt vào Top 40 thí sinh tham gia vòng chung kết Hoa hậu Du lịch Việt Nam 2008, Top 15 Hoa hậu Thế giới người Việt 2010.
- Nguyễn Minh Ngọc Trâm là Hoa hậu Nam Mekong 2008, Á hậu 1 Hoa hậu Du lịch Việt Nam 2008.

## Kết quả

### Xếp hạng
| Kết quả               | Thí sinh                                                                                        |
| Hoa hậu Việt Nam 2008 | - Trần Thị Thùy Dung                                                                            |
| Á hậu 1               | - Phan Hoàng Minh Thư                                                                           |
| Á hậu 2               | - Nguyễn Thụy Vân                                                                               |
| Top 5                 | - Đậu Thị Hồng Phúc - Lâm Thu Hằng                                                              |
| Top 10                | - Phan Thị Diễm Châu - Trịnh Thị Minh Huệ - Nguyễn Linh Chi - Võ Thị Lệ Thu - Nguyễn Hồng Nhung |

## Top 30 thí sinh tham gia vòng chung kết
| STT | Họ tên                | Năm sinh | Quê quán              | Thành tích                          |
| --- | --------------------- | -------- | --------------------- | ----------------------------------- |
| 1   | Nguyễn Thị Chúc Anh   | 1986     | Cần Thơ               |                                     |
| 2   | Vũ Thị Anh            | 1987     | Đắk Lắk               |                                     |
| 3   | Phan Thị Diễm Châu    | 1986     | Thành phố Hồ Chí Minh | Top 10                              |
| 4   | Nguyễn Linh Chi       |          |                       | Top 10                              |
| 5   | Nguyễn Ngọc Diệp      | 1988     | Hà Nội                |                                     |
| 6   | Trần Thị Thùy Dung    | 1990     | Đà Nẵng               | Hoa hậu Việt Nam 2008               |
| 7   | Vũ Thị Hoàng Điệp     | 1987     | Đồng Nai              | Người đẹp được bình chọn nhiều nhất |
| 8   | Nguyễn Thị Ngọc Hà    | 1990     | Quảng Ninh            |                                     |
| 9   | Vũ Hải Hà             | 1987     | Hà Nội                |                                     |
| 10  | Nguyễn Thị Diễm Hạnh  | 1990     | Quảng Nam             |                                     |
| 11  | Lâm Thu Hằng          | 1987     | Sóc Trăng             | Top 5 Hoa hậu biển                  |
| 12  | Trịnh Thị Minh Huệ    |          |                       | Top 10                              |
| 13  | Trần Thị Diễm Hương   | 1989     | Thái Nguyên           |                                     |
| 14  | Phạm Diệu Linh        | 1990     | Hà Nội                |                                     |
| 15  | Lê Thị Mây            | 1988     | Hải Dương             | Người đẹp Áo dài                    |
| 16  | Lê Hoàng Bảo Ngọc     | 1986     | Lâm Đồng              |                                     |
| 17  | Đinh Thị Hằng Ni      | 1987     | Đắk Lắk               |                                     |
| 18  | Lý Hồng Nhung         | 1988     | Hà Nội                |                                     |
| 19  | Nguyễn Hồng Nhung     |          |                       | Top 10                              |
| 20  | Nguyễn Thị Hồng Nhung | 1990     | Hà Nội                |                                     |
| 21  | Thạch Thị Hồng Nhung  | 1986     | Cần Thơ               | Hoa hậu ảnh                         |
| 22  | Đậu Thị Hồng Phúc     |          |                       | Top 5 Hoa hậu thân thiện            |
| 23  | Nguyễn Thu Quỳnh      | 1988     | Hà Nội                |                                     |
| 24  | Võ Thị Lệ Thu         | 1987     | Hậu Giang             | Top 10                              |
| 25  | Phan Hoàng Minh Thư   |          |                       | Á hậu 1                             |
| 26  | Doãn Thị Như Trang    | 1987     | Hải Dương             |                                     |
| 27  | Nguyễn Minh Ngọc Trâm | 1986     | Bến Tre               |                                     |
| 28  | Bùi Thị Ánh Tuyết     | 1987     | Thái Bình             |                                     |
| 29  | Nguyễn Thụy Vân       | 1986     | Hà Nội                | Á hậu 2 Người đẹp ứng xử hay nhất   |
| 30  | Hồ Thị Oanh Yến       | 1986     | Bà Rịa-Vũng Tàu       |                                     |

## Các giải thưởng phụ
| Giải phụ                            | Thí sinh               |
| ----------------------------------- | ---------------------- |
| Hoa hậu Ảnh                         | - Thạch Thị Hồng Nhung |
| Hoa hậu Biển                        | - Lâm Thu Hằng         |
| Hoa hậu Thân thiện                  | - Đậu Thị Hồng Phúc    |
| Người đẹp Áo dài                    | - Lê Thị Mây           |
| Người đẹp được bình chọn nhiều nhất | - Vũ Thị Hoàng Điệp    |
| Người đẹp ứng xử hay nhất           | - Nguyễn Thụy Vân      |

## Phần thi ứng xử top 5[2]

### Phan Hoàng Minh Thư
- Câu hỏi: Thái độ của bạn trước sự nghèo đói?
- Trả lời: "Nghèo đói hiện nay đang là một gánh nặng không chỉ ở Việt Nam, mà ngay cả ở các nước phát triển. Vấn đề đặt ra cho chúng ta là tại sao chúng ta nghèo, làm thế nào để thoát khỏi sự nghèo đói. Năm nay, cuộc thi với chủ đề An sinh Xã hội vì người nghèo và em muốn được trở thành Hoa hậu để thành đại sứ của chương trình an sinh xã hội vì người nghèo.

### Đậu Thị Hồng Phúc
- Câu hỏi: Bạn có nghĩ rằng, với tuổi trẻ, tình yêu đôi lứa là một khái niệm quá hẹp?
- Trả lời: Theo em, tình yêu đôi lứa là một tình cảm rất thiêng liêng, nhưng nếu đó là tình yêu chân chính, nó giúp con người sống đẹp hơn, bao dung hơn và đạt được những điều tốt đẹp hơn trong cuộc đời. Nhưng, bên cạnh tình yêu đôi lứa, còn có rất nhiều tình yêu khác: tình yêu cha mẹ, đất nước, con người... nên khi một tình yêu ích kỷ, chỉ biết đến ta thì đó đúng là một khái niệm quá hẹp

### Nguyễn Thụy Vân
- Câu hỏi: Cảm tưởng của bạn khi đến với Hội An?
- Trả lời: Đây là lần đầu tiên em đến với Hội An. Với em, Hội An quả thực rất đẹp. Nét đẹp ấy không chỉ hiện ra ở không gian mà còn có vẻ đẹp của con người với những nụ cười rất thân thiện. Đúng là "trăm nghe không bằng một thấy", đến đây em mới hiểu tại sao Hội An trở thành di sản văn hóa thế giới. Chúng em đã được đến thăm thánh địa Mỹ Sơn, một di sản văn hóa thế giới thiêng liêng - rất phù hợp với tiêu chí của chương trình. Sau khi thăm những danh thắng ở Hội An, cảm thấy càng yêu đất nước thêm và muốn trau dồi bản thân để có thể góp phần bảo vệ các di sản thế giới. Em chợt nhớ đến câu thơ của nhà thơ Chế Lan Viên: "Khi ta ở chỉ là nơi đất ở/Khi ta đi đất bỗng hóa tâm hồn", chắc chắn sau khi rời Hội An, đây sẽ là một kỉ niệm em không bao giờ quên

### Lâm Thu Hằng
- Câu hỏi: Trong cuộc sống đã bao giờ bạn tỏ ra là người thiếu thân thiện?
- Trả lời: Sự thân thiện đối với mỗi con người được đánh giá bởi những người xung quanh. Em luôn cố gắng vô tư và hòa đồng với mọi người, nhưng đôi lúc do áp lực trong cuộc sống và học tập nên em tự nhận thấy mình có đôi khi thiếu thân thiện, dù mọi người không nói ra. Em sẽ cố gắng trau dồi bản thân để được mọi người yêu mến hơn

### Trần Thị Thùy Dung
- Câu hỏi: Nếu đêm nay không trở thành hoa hậu, bạn nghĩ gì?
- Trả lời: Khi đến đây, tất cả các bạn đều mong muốn đăng quang hoa hậu. Nếu đêm nay em không trở thành hoa hậu thì em cũng sẽ buồn nhưng điều đó không phải là quan trọng nhất. Khi đến với cuộc thi này, em được tham gia vào một sân chơi, được học hỏi nhiều điều, trở nên mạnh dạn và tự tin hơn, có những ngày tháng bên nhau rất vui vẻ, nghe những lời tâm sự chân thật, đó mới là điều quan trọng nhất. Đêm nay, nếu em không thành Hoa hậu thì sẽ có bạn khác đăng quang và em mừng vì cuộc thi đã tìm được một người xứng đáng

## Sự cố
Vài ngày sau khi đăng quang hoa hậu, xảy ra những xôn xao xung quanh thông tin rằng Hoa hậu Thùy Dung chưa tốt nghiệp trung học phổ thông. Việc này đã gây sốc và gây chia rẽ trong dư luận . Hoa hậu Thùy Dung không bị tước vương miện vì cô không làm gì sai so với thể lệ đặt ra của cuộc thi, nhưng sai phạm của Ban tổ chức cuộc thi dẫn đến hậu quả là cả Hoa hậu và hai Á hậu của cuộc thi đều không được Cục Nghệ thuật biểu diễn Việt Nam (Bộ Văn hóa, Thể thao và Du lịch) cho phép tham dự cuộc thi Hoa hậu Thế giới 2008. Sau đó, Á hậu 2 Hoa hậu Hoàn vũ Việt Nam 2008 Dương Trương Thiên Lý đã thay thế Hoa hậu và 2 Á hậu tham gia cuộc thi.
Dư luận đã có phản ứng dữ dội về vụ bê bối, bày tỏ sự thất vọng và chán nản với cuộc thi được xem là uy tín. Có ý kiến lo ngại rằng các giá trị và văn hóa truyền thống của đất nước đang bị đe dọa bởi những người tìm kiếm thành công bằng mọi giá.
Các sai phạm về tổ chức trong vụ bê bối này, cùng với sự kiện múa khỏa thân ở trường FPT đã được xếp vào một trong hai vấn đề yếu kém nhất về mặt văn hóa trong năm 2008..

### Hoa hậu chưa tốt nghiệp phổ thông trung học
Vài ngày sau khi đăng quang hoa hậu, báo chí Việt Nam đưa tin Hoa hậu Thùy Dung chưa tốt nghiệp trung học phổ thông, do nghỉ học từ giữa năm lớp 12. Thông tin này được hiệu trưởng trường Quang Trung Phạm Sĩ Liêm khẳng định, được Sở Giáo dục và Đào tạo TP Đà Nẵng xác nhận.
Báo Đất Việt đăng tải những hình ảnh về một cuốn học bạ được cho là của thí sinh Trần Thị Thùy Dung đã nộp cho Ban tổ chức , theo những hình ảnh được đăng tải này, kết quả của cả hai học kỳ năm lớp 12 (với điểm trung bình học kỳ 1 là 6,8 và học kỳ 2 là 7,1). Tuy vậy, bà Lê Thị Mỹ, nguyên Hiệu phó Trường THPT Quang Trung, sau khi xem xét những hình ảnh trên lại thấy nhiều chữ ký của các giáo viên có trong hình không hề có thời gian dạy ở trường, hoặc đã thôi dạy từ cuối năm 2007. Báo Tuổi trẻ đặt câu hỏi nghi ngờ về một học bạ giả của tân hoa hậu, sau khi đăng công văn phúc trình của ban giám hiệu Trường THPT Quang Trung gửi Sở GD-ĐT thành phố Đà Nẵng cho thấy Trần Thị Thùy Dung chỉ học hết lớp 10 và lớp 11..
Về phía Ban tổ chức cuộc thi, ông Dương Xuân Nam, Tổng biên tập báo Tiền Phong (đến tháng 11 năm 2008), trưởng Ban tổ chức cuộc thi Hoa hậu Việt Nam 2008, khẳng định "Ban tổ chức không yêu cầu thí sinh Ban tổ chức không yêu cầu thí sinh nộp học bạ" . Ban tổ chức cũng cung cấp hồ sơ đăng ký dự thi của Trần Thị Thùy Dung trong đó kê khai "đang học lớp 12"
Ngày 4 tháng 9, ông Dương Xuân Nam cho biết, "Hội đồng chỉ đạo và ban tổ chức quốc gia đã họp và kết luận thí sinh Trần Thị Thùy Dung không vi phạm quy chế" và vẫn giữ được vương miện hoa hậu.

### Ban Tổ chức vi phạm quy chế
Theo lý giải của ông Dương Xuân Nam, thể lệ của Ban tổ chức cuộc thi Hoa hậu Việt Nam 2008 "chỉ yêu cầu thí sinh có trình độ học vấn từ phổ thông trung học trở lên", tức chỉ cần đang theo học phổ thông trung học chứ không đòi hỏi phải tốt nghiệp PTTH.
Trước đó, ông Dương Xuân Nam đã từng nêu rõ quan điểm của mình trên trang báo điện tử VTC News tại thời điểm tháng 4/2008 - thời điểm cuộc thi Hoa hậu Việt Nam 2008 mới đang trong giai đoạn tuyển lựa thí sinh trên cả nước và chưa diễn ra đêm chung kết . Đây là thời gian Cục nghệ thuật biểu diễn vừa tổng kết 2 năm thực hiện Quy chế tổ chức hoa hậu ban hành từ tháng 3/2006 còn tồn tại nhiều bất cập và hạn chế nên lấy ý kiến góp ý của các nhà chuyên môn và dư luận để điều chỉnh. Trong bài báo, Ông Dương Xuân Nam khi trả lời phỏng vấn về vấn đề trình độ tối thiểu của thí sinh thi hoa hậu đã thể hiện rõ quan điểm "chỉ nên yêu cầu thí sinh có trình độ trung học phổ thông, không nên yêu cầu phải tốt nghiệp PTTH", hoàn toàn nhất quán với những phát biểu của ông về sau này:
"Tổng biên tập báo Tiền Phong, ông Dương Xuân Nam cũng cho rằng chỉ cần yêu cầu thí sinh có trình độ trung học phổ thông. Việc quy chế yêu cầu phải tốt nghiệp trung học mới được thi hoa hậu là không nên vì có nhiều người đẹp rất thông minh nhưng phải đi lao động ở miền núi hải đảo, hoặc có hoàn cảnh khó khăn không tốt nghiệp được phổ thông trung học. Nhiều nữ thanh niên trong lực lượng vũ trang, nữ thanh niên dân tộc thiểu số, nữ công nhân cũng có thể không đáp ứng được yêu cầu này. Theo ông, trên thực tế cuộc thi Hoa hậu không phải là cuộc thi đại học mà là một sân chơi văn hóa. (- trích bài báo "Thi Hoa hậu có cần tốt nghiệp trung học?", báo điện tử VTC News ngày 19/04/2008."
Tuy nhiên, thể lệ của cuộc thi HHVN 2008 trái với Quy chế Tổ chức thi Hoa hậu của Bộ Thông tin và Truyền thông. Ông Dương Xuân Nam cho biết, dự thảo quy chế mới (quy chế 37) đã trình lên Bộ Văn hóa, Thể thao và Du lịch Việt Nam "nêu rõ thể lệ với các thí sinh tham gia các cuộc thi sắc đẹp: Học PTTH", từ vài tháng nhưng Thứ trưởng Lê Tiến Thọ chưa kịp ký, và ông đã làm "đúng với tinh thần của dự thảo". Còn theo ông Lê Tiến Thọ, đúng là ông đã nhận dự thảo mới về quy chế 37, nhưng "nội dung dự thảo mục thể lệ vẫn giữ nguyên: Thí sinh dự thi phải tốt nghiệp THPT", còn đề nghị của ông Dương Xuân Nam trong hội thảo quy chế 37 của Bộ hồi tháng 4 năm 2008 chỉ là một trong các ý kiến khác nhau..
Một đoàn thẩm tra xác minh cuộc thi hoa hậu Việt Nam 2008 của Bộ Văn hóa Thể thao và Du lịch chính thức được thành lập ngày 9 tháng 9 năm 2008, đoàn gồm 5 thành viên, do ông Trần Văn Minh, Phó trưởng phòng Thanh tra - Báo chí - Xuất Bản làm trưởng đoàn.

### Kết cục
Ngày 29/9, Bộ Văn hóa, Thể thao và Du lịch Việt Nam có văn bản chính thức đề nghị Ban Bí thư Trung ương Đoàn Thanh niên Cộng sản Việt Nam tiến hành kiểm điểm Báo Tiền Phong và Ban tổ chức cuộc thi Hoa hậu Việt Nam 2008. Bộ cũng khẳng định Hoa hậu Thùy Dung không được dự thi Hoa hậu Thế giới 2008 vì chưa tốt nghiệp trung học phổ thông.
Trần Thị Thùy Dung không bị tước vương miện do cô không vi phạm quy chế, nhưng Báo Tiền Phong không được tiếp tục tổ chức cuộc thi Hoa hậu Việt Nam 2010.. Cũng do việc ban tổ chức cuộc thi vi phạm quy chế, Cục Nghệ thuật biểu diễn không duyệt cho một Á hậu nào đi dự thi Hoa hậu Thế giới 2008. Về sau, Dương Trương Thiên Lý, Á hậu 2 Hoa hậu Hoàn vũ Việt Nam 2008 trở thành người thay thế.

## Dự thi quốc tế
| Cuộc thi                       | Tên               | Danh hiệu | Thứ hạng                  | Giải thưởng đặc biệt               |
| ------------------------------ | ----------------- | --------- | ------------------------- | ---------------------------------- |
| Miss International Beauty 2009 | Vũ Thị Hoàng Điệp | Top 30    | Miss International Beauty | Miss Talent 2nd Runner - up Bikini |
| Miss Pancontinental 2015       | Hồ Thị Oanh Yến   | Top 30    | Miss Pancontinental       | Không                              |
| Mrs Universe 2020              | Hồ Thị Oanh Yến   | Top 30    | Không đạt giải            | Không                              |